# جبور عبد النور
جبور عبد النور (1913 - 1991) هو كاتب وباحث ولغوي ومؤلف معاجم لبناني. حاصل على دكتوراه الدولة من جامعة السوربون، وكان عميدا لكلية الآداب في الجامعة اللبنانية سابقاً وأستاذا في جامعة القديس يوسف في بيروت. حاز العديد من الجوائز والأوسمة.

## سيرة
ولد جبور عبد النور جبور بن أسعد عبد النور في العام 1913 في بلدة بحمدون (لبنان)، درس في بيروت فتخرج بالكلية الشرقية في جامعة القديس يوسف، وكان أستاذا بها فيما بعد بقسم الدراسات العليا، نال درجة الدكتوراه في الأدب من السوربون، وعين أستاذا في الجامعة اللبنانية.

### أوسمة
منح عبد النور العديد من الأوسمة وشهادات التكريم، منها:
- وسام الأكاديمية الفرنسية
- وسام الأرز اللبناني الوطني

## أعماله
لعبد النور العديد من المقالات والدراسات والمؤلفات في الأدب والتاريخ والمعاجم:

### أدب وتاريخ
- اللغة العربية في ماضيها وحاضرها ومستقبلها - 1948، مطابع نصار[12]
- التصوف عند العرب، بالاشتراك،
- الخوارزمي
- إسهام اللبنانيين في النهضة الأدبية في القرن التاسع عشر
- الغساسنة
- نظرات في فلسفة العرب
- إخوان الصفا - 1954، دار المعارف[13][14]
- الشعر العامي في لبنان - 1957، منشورات الجامعة اللبنانية، قسم الدراسات الأدبية [15]

### معاجم
- المنهل - قاموس فرنسي - عربي، وضعه بالاشتراك.[16]
- معجم عبد النور: عربي - فرنسي[17]
- معجم عبد النور المفصل[18]
- معجم عبد النور الوسيط
- المعجم الأدبي[19]
- معجم عبد النور الحديث: عربي - فرنسي

## فهرس
- دراسة في شعر اللهجة في لبنان، بيروت: الجامعة اللبنانية ، الظهور. 1966 مقدمة بقلم فؤاد البستاني